# Cité écologique de Ham-Nord
La Cité écologique de Ham-Nord, précédemment appelée Cité écologique de l'ère du Verseau, est un projet d'écovillage situé à Ham-Nord dans la région des Bois-Francs au Québec (Canada), fondé en 1984 principalement par des enseignants dont Michel Deunov Cornellier. 
Au cours de son existence, la Cité écologique de Ham-Nord a périodiquement été au cœur de l'actualité, et a fait l'objet de diverses investigations par les autorités. Après une faillite en 1990, la Cité abrite aujourd'hui 120 résidents et plusieurs entreprises à objet écologique.

## Historique
La Cité écologique de l'ère du Verseau a été fondée en 1984 par un professeur, Michel Deunov-Cornellier, à la suite d'un camp d'été qu'il avait organisé l'année précédente. 35 familles ont participé au début du projet. Un des premiers objectifs était de fonder une école utilisant des méthodes pédagogiques alternatives.
Durant les années 1980, la Cité écologique a été considérée comme ayant des caractéristiques d'une secte. Le Centre de ressources et d'observation de l'innovation religieuse (Université Laval), tout en l'identifiant comme une « entreprise commerciale d’agriculture biologique et une commune valorisant une forme de pédagogie familiale », caractérise sa philosophie comme ceci: « Ce groupe s’inspire de la pensée ésotérique, et en particulier de l’œuvre d'Omraam Mikhaël Aïvanhov. ».
La Cité écologique de l'ère du Verseau a fait les manchettes en 1988 quand il a été su que la famille du ministre Robert Dutil, ministre délégué à la Famille dans le gouvernement de Robert Bourassa (Québec) habitait à la Cité,. Le premier ministre avait peu après retiré à Robert Dutil la responsabilité de la famille au gouvernement, en décembre 1988. Cette affaire avait eu un grand retentissement dans les médias, et des enquêtes avaient été menées par la Gendarmerie royale du Canada, la Direction de la protection de la jeunesse, la Sûreté du Québec et le ministère de l'Éducation. On craignait entre autres que les enfants vivant à la Cité soient maltraités et sous-scolarisés. Aucune irrégularité n'avait été retenue contre la Cité écologique à la suite de ces enquêtes,. 
Au début des années 1990, la Cité écologique de l'ère du Verseau a fait faillite. Elle est cependant restée active, et a changé de nom pour Cité écologique de Ham-Nord. Elle a mis sur pied des entreprises agricoles et autres et existe toujours en 2015. 

## Entreprises
Les entreprises suivantes sont rattachées à la Cité écologique de Ham-Nord:
- Kheops international (objets d'art et cadeaux)[2]
- RespecTerre (vêtements)[2]
- Jardins de la Cité (épicerie)[9]